# Juan de Rocamora y García de Lasa
Juan de Rocamora y García de Lasa fue el III marqués de Rafal y III barón de Puebla de Rocamora desde 1666 hasta 1691.

## Historia
Era el tercer hijo del segundo matrimonio de Jerónimo de Rocamora y Thomas y de María García de Lasa y Togores. Se convirtió en el III marqués de Rafal y III barón de Puebla de Rocamora en 1666 debido a la muerte sin descendencia de su hermano y antecesor Gaspar de Rocamora. 
Su hermano Gaspar le dejó en testamento el mayorazgo formado por el marquesado de Rafal y la baronía de Puebla de Rocamora. 
Juan de Rocamora y García de Lasa, que hasta 1666 no era miembro de la nobleza, ejercía el papel de Maestre de Campo de Infantería de la Milicia de Orihuela.
Casó con María de Cascante y Roda y sólo tuvieron dos hijas, Jerónima de Rocamora y Cascante, que le sucedió en el título y como heredera de sus posesiones y Mariana, que quedó soltera.
Juan de Rocamora realizó su testamento en Orihuela el 25 de marzo de 1691, en el que agregó al Mayorazgo de Rafal varios bienes y ratificó las obligaciones impuestas por su fundador, además de las nueve cláusulas que impuso su abuelo en 1588.
| Predecesor: Gaspar de Rocamora y García de Lasa | Marqués de Rafal 1666-1691            | Sucesor: Jerónima de Rocamora y Cascante |
| Predecesor: Gaspar de Rocamora y García de Lasa | Barón de Puebla de Rocamora 1666-1691 | Sucesor: Jerónima de Rocamora y Cascante |

- Datos: Q5953431